# Marta a já
Marta a já je autobiografický koprodukční německo-francouzský film režiséra Jiřího Weisse z roku 1990.
Autobiografický příběh z Československa odehrávající se v předmichovské době a následně během války, viděný očima dospívajícího chlapce Emila; citlivý Emil je na prázdninách v Mostě u svého strýčka, českého (dle norimberských zákonů židovského) lékaře, kde je svědkem jeho bouřlivého života, rozvodu i nového manželství s bývalou služkou sudetoněmeckého původu. Po nacistické okupaci odchází Emil do Exilu, strýce deportují a Martina stopa mizí; po válce marně Emil pátrá po své lásce z dětství…

## Základní údaje
- Námět: Jiří Weiss
- Scénář: Jiří Weiss
- Kamera: Viktor Růžička
- Hudba: Jiří Stivín
- Architekt: Karel Vacek
- Návrhy kostýmů: Marie Franková, Hana Mesteková
- Střih: Gisela Haller
- Zvuk: Rainer Ottenweller, C. Vallee, Miloslav Hůrka
- Vedoucí produkce: Jan Kadlec, Tomáš Gábriss, Jan Bílek
- Produkce: Sabine Tettenborn, Marius Schwarz
- II. režie: Jana Tomsová
- Dialogy a režie české verze: Zdenek Sirový
- Odborný poradce: Jiří Krejčík

## Obsazení
| Marianne Sägebrecht  | Marta            |
| Michel Piccoli       | dr. Arnošt Fuchs |
| Václav Chalupa       | Emil             |
| Ondřej Vetchý        | starší Emil      |
| Klaus Grünberg       | Bertl            |
| Michael Kausch       | Werner           |
| Božidara Turzonovová | Róza Kluge       |
| Vladimír Brabec      | otec Kluge       |
| Jana Březinová       | Ida              |
| Soňa Valentová       | Elsa             |
| Jana Altmannová      | Kamila           |
| Zuzana Kocúriková    | Ilona            |
| Jiří Menzel          | dr. Benda        |
| Michael Kocáb        | ladič pian Hrubý |
| Svatopluk Beneš      | Lenz             |
| Jitka Asterová       | sestra           |
| Diana Mórová         | Lída             |
| Ida Rapaičová        | vedoucí salónu   |

### České znění
| Jana Štěpánková     | Marta            |
| Ladislav Frej       | dr. Arnošt Fuchs |
| Ondřej Vetchý       | Emil             |
| Pavel Soukup        | Bertl            |
| Michal Pavlata      | Werner           |
| Alena Procházková   | Ilona            |
| Veronika Freimanová | Ida              |
| Zlata Adamovská     | Elsa             |
| Jana Mařasová       | Lída             |